# Bill Gosper
R. William „Bill“ Gosper, Jr. (26. april 1943) er en amerikansk matematiker og programmør. 
Gosper er især kendt for Gosperalgoritmen, der er en afledning af binomialfunktonen samt for Gosperkurven.